# Witte Terreur

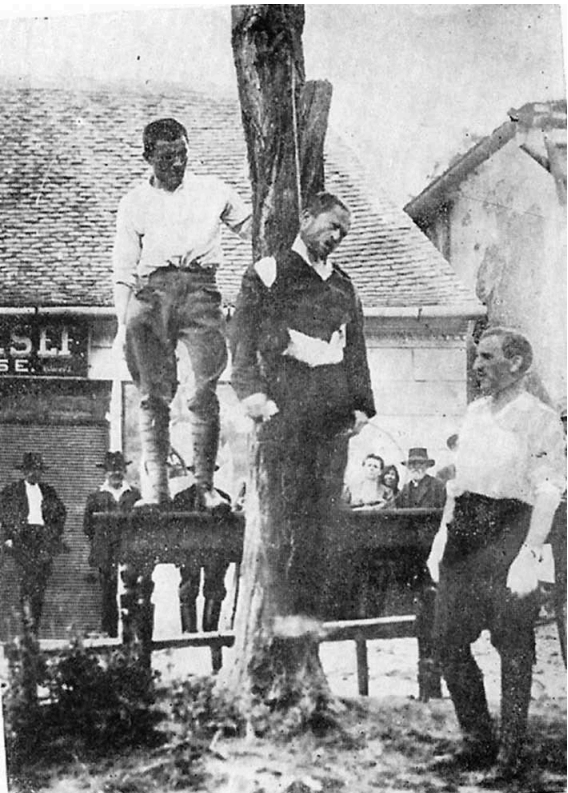
Witte Terreur in Hongarije 1920

Witte Terreur (Frans: terreur blanche) is de benaming waarbij een contrarevolutionair (Wit) regime zich beter in het zadel wil nestelen door middel van terreur. Bovendien willen de Witten in veel gevallen ook wraak nemen op het regime dat hen eerder had verdreven. Zoals bij Rode Terreur is ook dit een vorm van staatsterrorisme.

## Frankrijk
In de historiografie over de Franse Revolutie doelt men met "Witte Terreur" op rechtse, reactionaire, royalistische (koningsgezinde), monarchistische terreur, vooral tegen montagnards en jakobijnen in de Rhônevallei en Zuid-Bretagne in 1795.
Op 6 april 1814 werd Napoleon Bonaparte gedwongen afstand te doen van de troon. Lodewijk XVIII van Frankrijk, werd met het Charter van 1814 gekozen tot koning van Frankrijk. Na de Slag bij Waterloo in 1815 stelde Lodewijk de Witte Terreur in om zich te ontdoen van alle aanhangers van keizer Napoleon. In het begin werden hierbij op ongeorganiseerde wijze in Zuid-Frankrijk protestanten en voormalige jakobijnen vervolgd. Toen in augustus 1815 de royalisten succes hadden bij de verkiezingen (Chambre introuvable), werd de terreur gelegaliseerd. Uit angst voor een nieuwe revolutie ontbond Lodewijk XVIII in 1816 de Kamer, waarmee de terreur ten einde kwam.

## Hongarije
Tegen het einde van de Eerste Wereldoorlog was de Oostenrijks-Hongaarse monarchie uiteengevallen. In de chaotische periode die hierop volgde, werd na het mislukken van de Democratische Republiek Hongarije de Hongaarse Radenrepubliek, onder leiding van Béla Kun opgericht in maart 1919. 
De troepen van het contra-revolutionaire Nationaal Leger onder leiding van admiraal Miklós Horthy begingen moorden, folteringen en vernederingen, in eerste instantie gericht tegen de aanhangers van het communistische bewind. Deze Witte Terreur in Hongarije duurde van 1919 tot 1921. 